# Slavorum Apostoli
Slavorum Apostoli (Апостолы Славян) — четвёртая по счёту энциклика Папы римского Иоанна Павла II, опубликованная 2 июня 1985 года. Энциклика посвящена деятельности апостолов славян Кирилла и Мефодия.

## Структура
Энциклика состоит из 8 глав.
- Введение
- Краткое жизнеописание
- Благовестники
- Возведение Церкви Божией
- Кафолическое понимание
- Евангелие и культура
- Значение и воздействие тысячелетия христианства в славянском мире
- Заключение

## Содержание
Энциклика носит преимущественно культурологический и исторический характер. Выход энциклики был приурочен к 1100 годовщине смерти святого Мефодия. На примере жизни солунских братьев Иоанн Павел II рассуждает в энциклике о таких понятиях как единство Церкви и инкультурация в деле проповеди Евангелия. Он подчёркивает, что братья осуществляли миссию еще до разрыва между христианским Востоком и христианским Западом, причём их миссия была одобрена как епископом Рима, так и Патриархом Константинопольским. Они олицетворяли любовь к единению Церкви Востока и Запада и стремление к её универсальности.
Для нас сегодня в их апостольских трудах слышится экуменический призыв: это приглашение заново, в тишине примирения, воссоздавать единство, давшее со времен святых Кирилла и Мефодия глубокую трещину, и прежде всего единство между Востоком и Западом
Ещё одной важной темой энциклики была проблема инкультурации, то есть понятие о том, какими способами должно проповедоваться Евангелие в различных культурах. На примере Кирилла и Мефодия, папа утверждает, что успешная евангелизация невозможна без хорошего представления о внутреннем мире тех, кому адресована проповедь. Сущность деятельности братьев, по мнению Иоанна Павла II, состояла в глубоком уважении к языку, обычаям и традициям славянских народов, и стремлении осветить их через Евангелие.